# L'Apocalypse des Animaux
L'Apocalypse des Animaux è un album del musicista greco Vangelis, pubblicato nel 1973 dalla Polydor. Venne registrato come colonna sonora per una serie di documentari sul mondo animale girati da Frédéric Rossif.

## Il disco
Si tratta di uno dei primi lavori di Vangelis (la quarta uscita discografica ufficiale), registrato mentre egli era ancora membro degli Aphrodite's Child. Fa segnare anche la prima collaborazione tra Vangelis e Rossif, che porterà alla realizzazione di altri due album, La Fête Sauvage ed Opéra Sauvage.
Come già detto, benché l'album venne pubblicato nel 1973, le registrazioni risalgono circa al 1970. Contrariamente allo stile delle sue successive colonne sonore, dove egli visionò i video prima di comporre la musica, questo lavoro si basò semplicemente sul concetto di documentario illustratogli da Rossif. Vangelis realizzò i brani intendendoli come una suite generica, e fornendoli poi allo staff di Rossif che li avrebbe selezionati ed usati per il ruolo a cui meglio si adattavano. Inoltre, come invece capitò spesso anche nelle soundtrack successive, nei documentari vennero usati molti brani non inclusi nell'album, dato che la selezione delle tracce del disco fu effettuata dallo stesso Vangelis.
La pubblicazione dell'album coincise con un periodo particolarmente prolifico per Vangelis, dove egli amava sperimentare vari stili con le moderne tecnologie, sfociate nella pubblicazione della colonna sonora per il film Sex Power e nella realizzazione di due album da solista, The Dragon e Hypothesis, considerati però "non ufficiali" in quanto scartati dal musicista e pubblicati solo nel 1978 senza l'autorizzazione di quest'ultimo.
Musicalmente, l'album è caratterizzato da un sound melodico, con solo pochi accenni a composizioni ritmiche. Le lunghe e scorrevoli sequenze dei pezzi più lunghi sono precursori del genere ambient, e sono caratterizzati da uno stile detto "cosmico". Molti artisti krautrock spaziarono in alcune composizioni in questo stile.

## Tracce
Tutte le tracce sono state composte da Vangelis.
1. Apocalypse des Animaux – Générique – 1:26
2. La Petite Fille de la Mer – 5:54
3. Le Singe Bleu – 7:39
4. La Mort du Loup – 3:03
5. L'Ours Musicien – 1:03
6. Création du Monde – 10:03
7. La Mer Recommencée – 5:56

## Musicisti
- Vangelis - tutti gli strumenti

## Il documentario
Il documentario omonimo era diviso in sei puntate, di circa 50 minuti ciascuna:
1. De l'abeille au gorille (From Bee to Gorilla)
2. Les Animaux et les hommes (Animals and Humans)
3. Une Mémoire d'élephant (Elephant's Memory)
4. Traquer le chasseur (Chasing the Hunter)
5. La Peur du loup (Fear of the Wolf)
6. L'Enfant et la mer (The Child and the Sea)